# Huize ter Hert

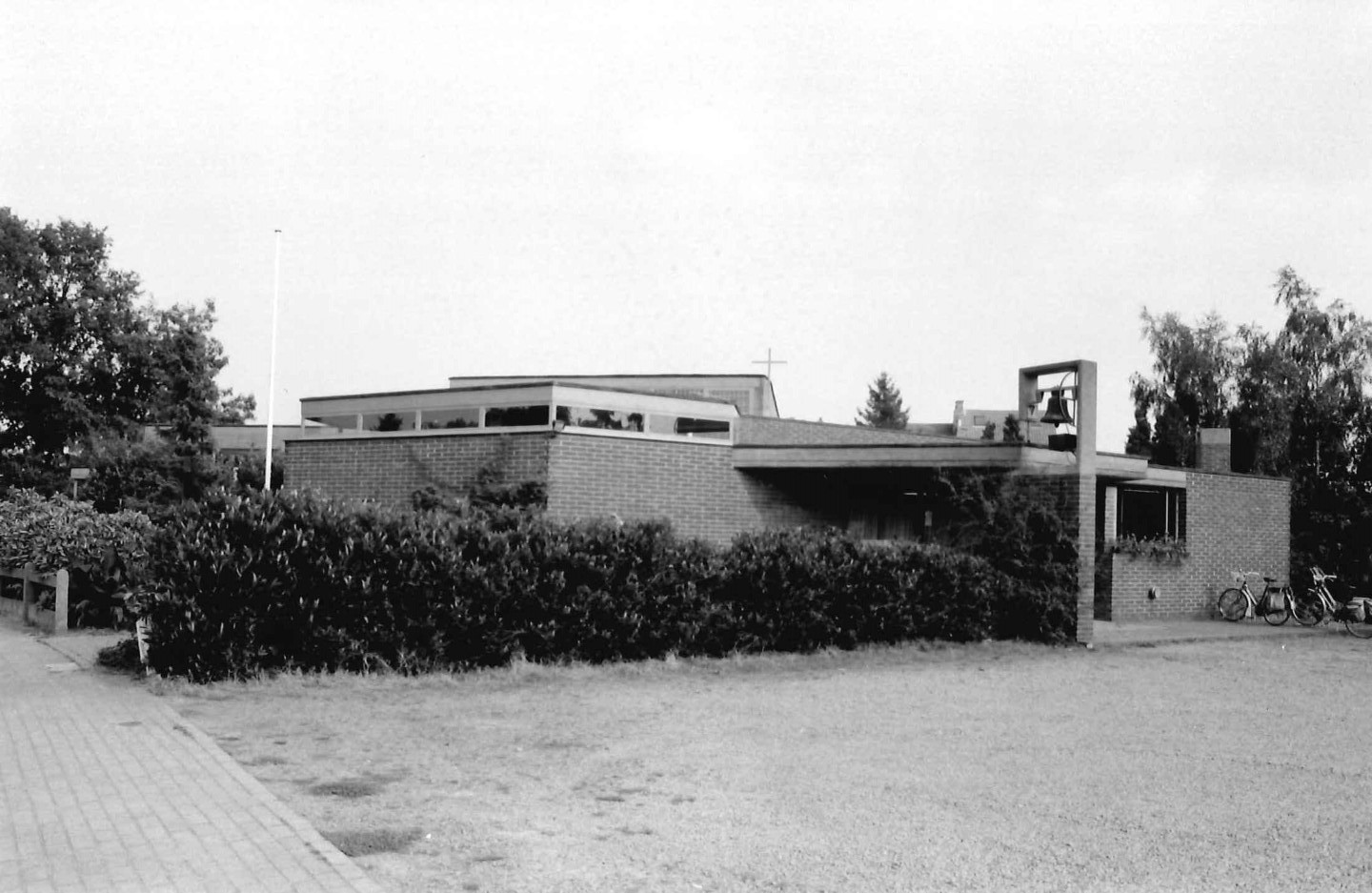
Huize ter Hert

Huize ter Hert is een rooms-katholiek kerkgebouw in de Antwerpse stad Mechelen, gelegen aan de Ter Hertstraat.
Het als hulpkerk bedoelde gebouw werd opgericht in 1975 naar ontwerp van Luc de Boe.
Deze zaalkerk is uitgevoerd in betonnen skeletbouw met bakstenen muren en een eenvoudig open klokkentorentje. Er is een centrale gebedsruimte en naastliggende zaal. Door middel van een verplaatsbare wand kunnen de grootten naar behoeven worden aangepast.